# Strada statale 516 Piovese
La strada statale 516 Piovese (SS 516) è una strada statale italiana che collega Padova con la costa adriatica presso Codevigo.
Inizia nella periferia sud-orientale di Padova (via Facciolati). Attraversa la frazione di Roncaglia del comune di Ponte San Nicolò, nel cui capoluogo scavalca il Bacchiglione; tocca poi il centro abitato di Legnaro, quello di Vigorovea, e giunge infine alla cittadina che le dà il nome, Piove di Sacco (km 17,5).
A seguito del D.P.C.M. del 21 settembre 2001, l'itinerario della SS 516 è stato rivisto, e da Piove di Sacco prosegue (su un tratto precedentemente non sotto la gestione ANAS) per Codevigo, ove oltrepassa il fiume Brenta, e confluisce nella strada statale 309 Romea (strada europea E55) in località Passo della Fogolana.
Il vecchio tracciato invece, proseguiva per Pontelongo, dove scavalca di nuovo il corso del Bacchiglione, e Cavarzere, posto sulle due rive dell'Adige in territorio veneziano. Superato il confine provinciale entrava in provincia di Rovigo giungendo ad Adria, termine del percorso della strada.
Tale tratto, a seguito di un altro D.P.C.M. del 21 settembre 2001, è stato inserito nella rete stradale di interesse regionale nel Veneto ed è stata ridenominata come strada regionale 516 Piovese (SR 516). La gestione è quindi passata dall'ANAS alla Regione Veneto; dal 20 dicembre 2002 la gestione della tratta è passata alla società Veneto Strade.

## Strada statale 516 dir dei Vivai
La strada statale 516 dir dei Vivai (SS 516 dir), (ex NSA 336), è una strada statale italiana, diramazione della SS 516 realizzata come superstrada a 1 corsia per senso di marcia. Si sviluppa interamente tra le province di Padova e di Venezia rappresentando un prolungamento della SS 516 a servizio delle località poste a nord di Piove di Sacco, quali  Campolongo Maggiore e Sant'Angelo di Piove di Sacco.